# Thorsten Wittek
Thorsten Wittek (* 31. Dezember 1976 in West-Berlin) ist ein ehemaliger deutscher Fußballspieler.

## Karriere
Der 1,78 m große Mittelfeldspieler begann seine Karriere bei den Berliner Vereinen Hertha Zehlendorf und Tennis Borussia und wechselte 1994 zu Bayer 04 Leverkusen, wo er überwiegend in der Regionalligamannschaft spielte. Im Oktober 2001 kam er auf einen Einsatz in der Fußball-Bundesliga, als sein Team gegen den VfB Stuttgart spielte. Später wechselte er ins Saarland zur SV Elversberg in die Regionalliga Süd, wo er vier Jahre lang unter Vertrag stand. Von 2006 bis 2009 spielte Thorsten Wittek für den Regionalligisten Eintracht Trier und gewann in dieser Zeit dreimal den Rheinlandpokal. Nachdem sein Vertrag im Sommer 2009 nicht verlängert worden war, dauerte es bis zum Januar 2010, ehe er mit dem Erstligisten CS Grevenmacher einen neuen Verein fand. Nach nur einem halben Jahr an der Mosel wechselte er in der Sommerpause weiter zum luxemburgischen Zweitligisten Victoria Rosport, wo er in der ersten Saison einer von zwei Spielern war, der alle Spiele bestritt. Im Sommer 2013 beendete er dann seine aktive Karriere wegen einer Augenverletzung und kehrte nach Berlin zurück.

## Erfolge
- Rheinlandpokalsieger 2007, 2008, 2009